# Barnabo des montagnes (film)
Pour l’article homonyme, voir Bàrnabo des montagnes.
Pour plus de détails, voir Fiche technique et Distribution.
Barnabo des montagnes (Barnabo delle montagne) est un film italien réalisé par Mario Brenta, sorti en 1994, inspiré du roman Bàrnabo des montagnes de l'écrivain italien Dino Buzzati. Le film est sélectionné au 47e Festival de Cannes.

## Synopsis
Barnabo est un garde forestier chargé de surveiller une poudrière. Un meurtre qui survient le contraint à fuir. Bien plus tard, il est confronté aux assassins.

## Réception critique
Le film aborde les thèmes de l'attente et de l'exil à travers le parcours d'un garde forestier dans les montagnes des Dolomites à la veille de la 1re guerre mondiale.

## Distribution
- Marco Pauletti : Barnabo
- Duilio Fontana : Berton
- Carlo Caserotti : Molo
- Antonio Vecelio : Marden
- Angelo Chiesura : Del Colle
- Alessandra Milan : Ines
- Elisa Gasperini : grand-mère
- Marco Tonin : Darrio
- Francesca Rita Giovannini : la veuve de Toni
- Pino Tosca : Emigrant's Leader
- Alessandro Uccelli : Young Emingrant
- Mario Da Pra : Inspector
- Gianni Bailo : Captain
- Daniele Zannantonio : Mayor
- Angelo Fausti : Haircutter